# 1842 Гинек
1842 Гинек (1842 Hynek) — мала планета головного поясу, яку 14 січня 1972 року відкрив чехословацький астроном Любош Когоутек, що походить із моравської сім'ї, в обсерваторії Бергедорфа у Гамбурзі, Німеччина. Мала планета названа першовідкривачем на честь свого батька Гинека Когоутека з нагоди його 70-річчя.
Тіссеранів параметр щодо Юпітера — 3,588.